# Bogomolowka
Bogomolowka (russisch Богомоловка, baschkirisch Богомоловка) ist ein Dorf (derewnja) in Baschkortostan (Russland) mit 94 Einwohnern. (Stand 2010) Es liegt im Alkinski selsowet.

## Geographie
Der Ort liegt im Tschischminski rajon, 6 Kilometer bzw. 8 Straßenkilometer vom Verwaltungssitz des Rajons, Tschischmy, entfernt. Das Verwaltungszentrum des selsowets, Usytamak, liegt in 7 Kilometern Abstand von Bogomolowka und ist damit der nächstgelegene Ort. Die nächste Bahnstation in Tschischmy ist 6 Kilometer entfernt.

## Bevölkerung
Im Jahr 2010 lebten 94 Menschen im Dorf, die meisten davon (42 %) Ukrainer.
| Jahr | Einwohner |
| ---- | --------- |
| 2002 | 83        |
| 2009 | 90        |
| 2010 | 94        |